# 血与骨
血与骨(血と骨,ちとほね)，根据梁石日的小说『血与骨』改编，崔洋一导演。
音樂：岩代太郎、小林美惠(小提琴獨奏)

## 電影
2004年公開放映，故事圍繞著一名在1920年代初從日屬朝鮮濟州島來到日本大阪的男人金俊平，直到在朝鮮（北韓）去世為止以自己為中心暴力的一生。在生活於大阪的日子裡，金俊平用暴力來對待身邊的每一個人，從做魚肉工廠生意到最後放高利貸。
金俊平在片中共有三段婚姻，第一段與李英姬結婚，生下男主角正雄與花子後，又在隔壁與另一寡婦清子姘居，並但清子不願生下子女；清子得腦瘤不良於行後，又找上另一名寡婦定子，生下最後一名兒子。在金俊平遠渡大阪時，曾與另一名年紀較長的女人生下一名男孩，這名男孩長大後曾在金俊平家中（與李英姬之宅）住過，最後兩人大打出手。
金俊平在初至大阪的少年時期不得而知，電影並未交代，僅以北野武為主軸論述。中年時代金俊平以魚板工廠老闆，壓榨工人的生活為主；後改放高利貸為生活為主。通篇圍繞的在於一個男人粗暴，卻渴望下一代（男孩），以及女人壓抑的生活為描述主軸。片中主要女角幾乎都挨過金俊平的揍，金花子，除受金俊平家暴外，結婚後亦受到丈夫暴力相向，最後上吊自殺。
本片為一寫實片、傳記型片。對1930-1960年間的日本社會有細膩的描述，諸如建築、不斷更新的用品等。可與2005年的「Always~三丁目夕日」比較。本片中有多次裸露鏡頭與性愛鏡頭，特別寫實：北野武本人正面全裸（有特殊處理，情節為澡堂洗澡與女性交媾），清子正面與背面全裸（交媾），定子上半身全裸。此外還有北野武殺豬不予特殊處理，生吃豬肉等鏡頭等。

## 主演
- 金俊平：北野武
- 李英姬：铃木京香
- 朴武（金俊平私生）：小田切让
- 金正雄（金俊平長子）：新井浩文
- 金花子（金俊平長女）：田畑智子
- 金春美（李英姬私生）：唯野未歩子
- 高信義：松重豐
- 趙永生：國村隼
- 金成貴/大山：鹽見三省
- 元山吉男：北村一辉
- 張賛明：柏原收史
- 山梨清子：中村優子
- 鳥谷定子：濱田麻里
- 朴希範（金花子丈夫）：寺島進
- 金俊平（少年時代）/龍一：伊藤淳史
- 金正雄（童年時代）：森田直幸
- 金花子（童年時代）：竹崎由佳
- 大谷早苗：中村麻美
- 鳥谷雪子：平岩紙

## 趣事
- 血与骨的名字摘自一段朝鲜歌曲，“我继承了我父亲的骨，和我母亲的血…”
- 崔洋一直希望北野武来演金俊平的角色，为此不惜等了他六年
- 北野武在頒獎典禮上，面對「血與骨」並認為自己非常努力，把身為評審的一票投給自己，獲得大獎，引起爭議。其他包括小田切讓、鈴木京香等人都因此片得到受獎肯定。
- 本片導演崔洋一，同一時期作品為「再見了！可魯」導盲犬和盲人為主軸的題材，與本片風格截然不同。